# Академично рисуване
Академично рисуване или академизъм е стил в рисуването и скулптурата, създаден под влиянието на европейските художествени академии. По-конкретно, академизмът включва изкуството и творците повлияни от френската Академия за изящни изкуства, които се оформя по време на ноекласическото и романтичното движение и изкуството, което последва тези две течения, опитвайки се да ги синтезира. Този опит се вижда най-ясно в картините на Вилиам Адолф Бугро, Тома Котюр и Ханс Макарт. В този контекст то често е наричано „академизъм“ и „еклектизъм“ и понякога се свързва с историцизма и синкретизма.
Творчеството повлияно от академиите като цяло се нарича и „академично изкуство“. В този контекст новите стилове приети от академиците стават също академично изкуство и така това, което някога е било бунт срещу академичното изкуство става част от него.

## Академиите в историята
Първата академия за изящни изкуства е основана във Флоренция от Козимо I Медичи на 13 януари 1563, под влияние на архитекта Джорджо Вазари, който я нарича Академия и трупа за изобразителни изкуства, тъй като е разделена в два различни клона. Докато трупата е вид корпорация, към която може да се присъедини всеки артисти в Тоскана, академията е съставена само от най-изтъкнатите артистични персони от двора на Козимо, които имат за задача да наблюдават целия творчески процес в държавата на Маедичите. В тази институция студентите изучавата изкуството на дизайна (термин, приписван на Вазари) и слушат лекции по анатомия и геометрия. Друга академия е Академията на св. Лука (по името на светеца патрон на художниците) в Рим. Тя има образователна функция и се концентрира повече върху теорията на изкуството, отколкото флорентинската акадеимия. През 1582 без държавна подкрепа Анибале Карачи открива своята влиятелна Академия на нетърпеливите в Болоня; в някои отношения тя прилича повече на традиционните ателиета на артистите, но това че Карачи я нарича „академия“, е показателно за това колко е привлекателна тази идея в онзи момент.
Академията на Свети Лука по-късно служи за модел на Кралската академия за рисуване и скулптура, основана във Франция през 1648, която след това прераства в Академия за изящни изкуства. Кралската академия за рисуване и скулптура е основана с цел да се разграничат артистите, „които са джентълмени, упражняващи либерално изкуство“ от занаятчиите, който използват предимно ръчен труд. Наблягането на интелектуалния момент в създаването на творбата има значително въздействие върху тематиката и стиловете в академичното рисуване.
След като Кралската академия е реформирана през 1661 от Луи XIV, който цели да контролира творческата активност във Франция, се заражда спор сред членовете, който доминира през останалата част от века. Тази „битка на стилове“ е свързана с това дали Рубенс или Никола Пусен е по-подходящ модел за подражание. Последователите на Пусен, наричани „пусинисти“, тврдят, че линията (disegno) трябва да доминира в изкуството, заради стремежа си към разума. От друга страна последователите на Рубенс, наричани „рубенсисти“, смятат, че цветът трябва да доминира, заради стремежа си към емоцията.
Този спор се възражда в началото на 19. век в рамките на неокласицизма, онагледен от творбите на Жан Огюст Доминик Енгър и в рамките на Романтизма – от Йожен Дьолакроа. Зараждат се спорове и за това дали е по добре да се изучава изкуството като се наблюдава природата или чрез изучаване на майсторите от миналото.
Из цяла Европа се създават академии от френски тип, в които се имитират техниките и стиловете на Френската академия. В Англия е основана Кралската академия по изкуствата. Датската кралска академия по изящни изкуства, основана през 1754, е пример за по-малка държава, която постига целта си да създаде национална школа и да намали зависимостта си от чуждестранни творци. Почти всички художници от Датския златен век (около 1800 – 1850) са учили там и много от тях се завръщат, за да преподават, поради което и историята на изкуството на Дания в белязано от напрежение между академичното изкуство и другите стилове в много по-малка степен отколкото в други страни.
Една от последиците от насочването към академиите е затрудняването на жените творци в получаването на такова обучение. Жени не се приемат в повечето академии до втората половина на 19. век. Това е от части поради часовете за изобразяване на голи тела с голи модели. До 20. век често се правят отделни класове за жени.

## Развитие на академичния стил
След разгарянето на спора между пусинистите и рубенсистите, много художници започват да работят между двата стила. През 19. век, във възродената форма на дебата, вниманието и целите на изкуството се насочват към синтезиране на линиите на Неокласицизма с цвета на Романтизма. Един след друг различни художници са постигнали, според критиците, този синтез. Сред тях са Теодор Шасерио, Ари Шефер, Франческо Айец, Александър-Габриел Декам и Тома Котюр. Вилиам Адолф Бугро казва, че начинът да бъдеш добър художник е да виждаш „цвета и линията като едно и също нещо“. Котюр защитава същата идея в своя книга посветена на художествения метод. В нея той твърди, че когато някой казва, че картината има по-хубави цветове или по-хубави линии това е безсмилица, защото винаги, когато цветът е брилянтен, той зависи от линните, които го обграждат и обратното; така цветът е начин да се говори за „стойността“ на формата.
Друга линия на развитие през този период включва възприемането на исторически стилове с цел да се покаже ерата в историята, която картината изобразява, наречена Историцизъм. Това личи най-добре в творбите на Жан Огюст Хендрик Лейс, който оказва силно влияние върху Джеймс Тисо. Това се забелязва и в развитието на Неогръцкия стил. Историцизмът се свързва с теорията и практиката в академичното изкуство, съгласно която художникът трябва да включва и съгласува нововъведенията от различни традиции в изкуството от миналото.
Разраства се употребата на алегорията в изкуството. Теории за важността на линията и цвета приемат, че чрез тези елементи художникът упражнява контрол над средствата, за да създаде психологически ефект, при който темите, емоциите и идеите да бъдат представени. Опитвайки се да синтезират тези теории на практика, художниците наблягат на алегорията. Приема се, че представянето в живописта и скулптурата трябва да включва платонични форми или идеали, където отвъд явното изображение може да се забележи нотка на нещо абстрактно, някаква висша истина. Пример за това е прословутата мисъл на Джон Кийтс „Красотата е истина, истината е красота“. В тази връзка Бугро заявява, че не би нарисувал „война“, но би нарисувал „Война“. Много от картините на академиците са прости природни алегории със заглавия като Изгрев, Здрач или Гледка, където тези идеи са персонифицирани от гола фигура, композирана по такъв начин, че да изведе есенцията на идеята.
Наблюдава се и влечение към по-голям идеализъм, което се проявява в опростяване и идеализиране на фигурите, с цел те да могат да представят идея, поради която са изобразени. Това изисква както генерализиране на формите в природата, така и подчиняването им на единството и темата на творбата.
Тъй като на историята и митологията се гледа като на постановки или диалектика от идеи, плодородна почва за важни алегории, темите от тези обекти са смятани за най-сериозната форма на изкуство. На преден план излиза йерархията на жанровете, създена през 17 век, съгласно която историческата живопис (класически, религиозни, митологически, литературни и алегорични обекти) е най-висшият жанр, следван от битовата живопис, портрета, натюрморта и пейзажа. Историческата живопис е известна и като „големия жанр“. Платната на Ханс Макарт често са по-големи от самото историческо събитие. В тях той комбинира размерите с историцизма в декорацията, което го превръща в доминираща фигура във виенската култура от 19 век. Пол Деларош е типичен представител на френската историческа живопис.
Всички тези течения са повлияни от теориите на Хегел, който поддържа, че историята е диалектика от конкуриращи се идеи, които в крайна сметка се синтезират.
В края на 19 век академичното изкуство задушава европейското общество. Изложби се правят често, като най-популярни са Парижкият салон и Есенният салон, започнал през 1903 г. Това са сензационни събития, които привличат тълпи от посетители, както родни, така и чуждестранни. Те са колкото артистични, толкова и социални мероприятия – 50 хиляди души може да посетят салона в една-единсвена неделя, а около половин милион – цялата двумесечна изложба. Излагат се хиляди картини, както под нивото на очите, така и близо до тавана, което днес е известно като „салонен стил“. Успешно представяне на салона е знак за одобрение на артиста, което прави твробите му продаваеми на разрастващия се пазар от частни колекционери. Бугро, Александър Кабанел и Жан-Леон Жером са водещи фигури в този свят на изкуството.
В разцвета на Академизма картините от ерата на Рококо, които преди не са оценявани високо, възраждат своята популярност. Теми, често използвани в този стил, като Ерос и Психея, отново стават популярни. Академичният свят идолизира Рафаел заради идеалността в творбите му и всъщност го предпочита пред Микеланджело.
Академизмът има силно влияние не само в Европа и САЩ, но и в други западни страни. Това се вижда особено ясно в Латинска Америка, където национаните революции са моделирани по Френската и националното изкуство също подражава на френското. Пример за това е тврчеството на мексиканеца Анхел Зарага.

## Академично обучение
Младите артисти прекарват четири години във взискателно обучение. Във Франция само студенти положили успешно изпит и имат писмо с препоръки от професор по изкуствата са приети в академичната школа, Школа за изящни изкуства. Рисунките с молив и малсени бои на голи тела са основната тема в академичното изкуство и процесът на изучаването им със строго определен. Първо студентите копират отпечатъци на класически скулптури, с което се запознават с основните принципи на кантура, светлината и сянката. Копието се смята за жизненоважно за академичното образование; от копирането на творби от миналото, художникът може да асимилира техните творчески методи. За да премине на следващото ниво, всеки студен представя рисунката за оценяване.
Ако бъде одобрена, започва рисуване на гипсови отливки на известни класически скулптури. Само след този процес студентите са допускани до часове с живи модели. Интересно е, че рисуване с бои не се препордава в Школата до 1863. За да се научи да рисува с четка, студентът трябва първо да покаже умението си с молив, което се смята за основа на академичното рисуване. Едва след това ученикът може да влезе в студиото на академиците и да се обучава с четка. През целия процес, конкурси с предварително зададена тема и представянето през определени периоди от време определят напредъка на студента.
Най-известния конкурс за студенти по това време е Римския конкурс. Победителят е награждаван със стипендия във Френската акдемия във Вила Медичи в Рим за период от до пет години. За да участва в конурса, студентът трябва да е французин, мъж, под 30-годишен, неженен. Трябва да отговаря на условията за приемане в Школата и да се ползва с подкрепата на известен преподавател. Състезанието е изтощително и се състои от няколко кръга преди финала, на който 10 художници са изолирани в студиа за по 72 дни за да нарисуват финалните си исторически платна. На победителят, разбира се, му е осигурена успешна професионална кариера.
Успешното излагане в Салона е щампа за одобрен артист. Творците подават молби до съотвтената комисия за най-добро място, на нивото на очите. След като изложбата е открита, артистите са оплакват, ако произведенията им са прекалено високо. Най-голямото постижение за професионалния артист е да бъде избран за член на Френската академия и правото да бъде академик.

## Критика и наследство
Академичното изкуство е критикувано първо заради липсата на идеализъм от реалисти като Гюстав Курбе. То се основава на идеалистични клишета и представя митологични и легендарни мотиви, а съвременните социални проблеми са игнорирани. Друга критика от страна на реалистите е относно „фалшивата повърхност“ на картините – обектите изглеждат гладки, хлъзгави и идеализирани, без реална текстура. Реалистът Теодюл Рибо работи срещу този ефект като експериментира с грубби, незавършени текстури в картините си.
Стилистично импресионистите, които защитават рисуването пленер на реални обекти, критикуват завършения и идеализиран рисувачен стил на академиците. Въпреки че последните започват картината като правят рисунки с молив, а след това преминават към маслени скици, блясъкът, който придават на платната си е равнозначен на лъжа за импресионистите. След маслената скица, художникът създава завършеното платно като се стреми то да отговаря на стилистичните стандарти, като идеализира образите и добавя съвършени детайли. Също така перспективата е конструирана геометрично на плоска повърхност и всъщност не е продъкт на зрението; от друга страна импресионистите отричат използването на механични техники.
Реалистите и импресионистите въстават срещу йерархия на жанровете|йерархията на жанровете, в чието дъно стоят натюрморта и пейзажа. Важно е да се отбележи, че повечето реалисти и импресионисти и други ранни авангардни художници, които се бунтуват срещу академизма, първоначално са студенти в академични ателиета. Клод Моне, Гюстав Курбе, Едуар Мане и дори Анри Матис са били студенти на академични художници.
С нарастването на влиянието на модерното изкуство и авангарда, академичното изкуство е омаловажено и на него се гледа като на сантиментално, клиширано, консервативно, неноваторско, буржоазно и „безстилово“. Французите се обръщат подигравателно към академичните стилове. Започват да наричат картините „големи машини“, които произвеждат фалшиви чувства чрез хитрина и трикове.
Отхвърлянето на академичното рисуване достига върха си в писанията на критика Клемент Грийнбърг, който заявява, че цялото академично изкуство е кич. Отпратките към академичното изкуство постепенно отпадават от учебниците по история на изкуството и текстовете на модернистите, които узаконяват тези си действия в името на културната революция. През по-голямата част т 20 век академизмът е изцяло замъглен и излиза на преден план рядко, само за подигравка. Така буржоазията, която го подкрепя полага основите на модернизма и изтъква важността му.
Други творци, като символистите и някои сюрреалисти, са по-сърдечни към традицията. Като художници, които се стрямят да съживят въображаемите си видения, те са по-склонни да се учат от силно изобразителна традиция. След като тази традиция става старомодна, алегория|алегоричната голота и театралните пози изглеждат на публиката странни и илюзорни.
С целта на Постмодернизма да даде по-пълен, по-социалогически и по-разннобразен поглед върху историята, академичното изкуство се завръща в учебниците и дискусиите. От началото на 1990-те, то преживява ограничено съживяване чрез класическите реалисти. Все още академизмът среща все по-добър прием у широката публика. Дори някои академични товрби, които някога биха се продали за няколкостотин долара, днес могат да донесат милиони.

## Водещи артисти
| - Ханс Канон, художник - Ханс Макарт, художник - Виктор Тилгнер, скулптор - Жорж Коргарт, художник - Жан Огюст Хендрик Лейс, художник - Алфред Стивънс, художник - Виктор Мейрелеш, художник - Педро Америко, художник - Родолфо Амоедо, художник - Родолфо Бернардели, скулптор - Лорънс Алма-Тадема, художник - Алфред Гилбърт, скулптор - Фредерик Лейтън, художник и скулптор - Алберт Джоузеф Мур, художник - Едуард Пойнтер, художник - Алфред Стивънс, скулптор - Джордж Фредерик Уотс, художник - Анселм Фойербах, художник - Вилхелм фон Каулбах, художник - Франц фон Ленбах, художник - Карл фон Пилоти, художник - Раджа Рави Варма, художник - Хемендранат Майумдар, художник - Мария Фортуни, художник - Йожен де Блас, художник - Франческо Айец, художник - Доменико Морели, художник - Хенрик Семрирадцки, художник - Карл Брюлов, художник - Фьодор Бруни, художник - Александър Иванов, художник - Константин Маковски, художник - Карл Тимолеон фон Неф, художник - Кароли Лоц, художник - Гюла Бенжур, художник - Хуан Мануел Бланес, художник - Алфред Агаш, художник - Луи-Ернест Бариа, скулптор - Пол-Жак-Еме Бодри, художник - Алберт-Ернест Карие-Белес, скулптор - Леон Бона, художник - Вилиам Адолф Бугро, художник - Шарл-Едуард Бутибон, художник - Шарл Джошуа Чаплин, художник - Пиер Огюст Кот, художник - Тома Котюр, художник - Александър Кабален, художник - Александър-Габриел Декам, художник - Пол Деларош, художник - Делфин Енжорла, художник - Александър Фалгуир, скулптор - Жан-Леон Жером, художник и скулптор - Жан-Жак Енер, художник - Пол Жамен, художник - Жан-Пол Лорен, художник и скулптор - Жул Жозеф Лефевр, художник - Жорж Пол Лероа, художник - Антонин Мерси, скулптор - Юго Мерл, художник - Емил Муние, художник - Леон Базил Перо, художник - Жорж Рошергрос, художник - Гийом Синяк, художник - Огюст Толмуш, художник - Арманд Ларош, художник - Луи-Фредерик Шутценбергер, художник - Ари Шефер, художник - Вацлав Брожик, художник - Войтех Хинайс, художник - Марк-Шарл-Габриел Глейр, художник - Фриц Зубер-Бюлер, художник |